# Tranvía de Puerto Montt
El tranvía de Puerto Montt fue una línea de carros a tracción animal —también denominados como «carros de sangre»— existente en la ciudad homónima entre 1921 y 1931. Fue el primer sistema de locomoción colectiva existente en la ciudad.

## Historia
Las vías que formaron parte de la línea fueron instaladas por la Empresa de Carros Urbanos en 1920, y el sistema fue inaugurado oficialmente el 10 de enero de 1921. El recorrido se iniciaba cada 20 minutos en cada sentido, contando con una tarifa de 20 centavos en primera clase y 10 centavos en segunda clase, mientras que los carros tenían una capacidad de 10 pasajeros sentados y 5 de pie.
El trazado del tranvía se iniciaba en la intersección de las calles Copiapó y Antonio Varas, continuando por esta última hasta el final de calle Cayenel —nombre que recibió hasta agosto de 1930 el tramo de Antonio Varas entre Chillán y Salvador Allende— para luego virar hacia la avenida Diego Portales y seguir hasta Angelmó. Existían paraderos en el Club Alemán, la Plaza de Armas, en la intersección con calle Pedro Montt, Botica Grassau, en las esquinas con Talcahuano y Valdivia, y en la cabecera de calle Cayenel. Las cocheras del tranvía se ubicaban en el sector donde actualmente se ubica el Gimnasio Municipal de Puerto Montt.
Durante su funcionamiento, las inclemencias del tiempo afectaron regularmente el servicio de los «carros de sangre»: las constantes lluvias y derrumbes generaban charcos de lodo que bloqueaban o destruían las vías, y en el sector de Angelmó las mareas altas inundaban los rieles al no existir un malecón en dicha caleta; un temporal ocurrido en febrero de 1930 destruyó parte de las vías y dejó otras secciones levantadas sobre el nivel del suelo. Esto llevó a que el tranvía dejara de circular en 1931; al momento de su cierre el propietario del tranvía era Seebaen, Pérez y Cía Ltda.